# Späte Sühne (Lewis)
Späte Sühne (Originaltitel: Expiation) ist die insgesamt vierte Episode der Krimiserie Lewis – Der Oxford Krimi.

## Handlung
Rachel Mallory, Mutter zweier Töchter, wird von ihrem Ehemann, dem Augenarzt Hugh Mallory, erhängt aufgefunden. Der junge Dr. Hook, Vertretung von Gerichtsmedizinerin Hobsons, erkennt bereits am Ort des Geschehens einen klassischen Fall von Suizid.
Obwohl Lewis’ Chefin Innocent den Fall als abgeschlossen ansieht, machen sich Lewis und Hathaway auf eigene Faust auf und kommen zu Professor La Plassiter, der in wenigen Tagen an einem aggressiven Krebsleiden sterben wird. Außerdem ist der Rechtsprofessor, der auch für die Regierung arbeitete, vor längerer Zeit erblindet. Er zwingt die Kriminalpolizisten zu einem „Handel“: Diese sollen für ihn zunächst seine „alte Jugendliebe“, einen gewissen Stoker finden, einen ehemaligen Studenten, den er unbarmherzig von der Universität verwiesen hatte. Im Gegenzug wird er dann im Fall von Rachel Mallory einen Hinweis geben. Hathaway bringt also den psychisch labilen George Stoker zu La Plassiter, woraufhin der ihn zu Jane Templeton schickt. Als Lewis und Hathaway bei deren Haus ankommen, bemerken sie in der verschlossenen Garage ein Auto mit laufendem Motor: Jane Templeton sitzt in dem Fahrzeug, in das die Abgase geleitet werden; sie ist tot.
Hobson kehrt aus dem Urlaub heim und untersucht sowohl Mallory als auch Templeton. Templeton wurde erstickt und danach in ihr Auto gesetzt, Mallory erwürgt und danach aufgehängt. Außerdem hilft Stephanie Fielding, die Nachbarin der Mallorys, Lewis weiter, indem sie ihn zu Hughs Mutter Eleanor schickt. Diese klärt Lewis nun über erstaunliche Hintergründe auf: Zwei befreundete Ehepaare, die Haywards und die Mallorys, die Männer Partner in einer Augenarztpraxis, verbrachten einen folgenreichen Urlaub auf Madagaskar. Damals war Hugh Mallory mit Louise verheiratet und hatte zwei (sehr junge) Söhne; der dominante David Hayward hatte mit seiner Frau Rachel zwei Töchter. In diesem Urlaub fand nun schrittweise ein Partnertausch statt; angeblich fädelte Hugh es so ein, dass er und sein Freund ihre Frauen endgültig „tauschten“, wobei die Frauen jeweils ihre Kinder behielten. Diese Familienzuordnung blieb dann bis zur Gegenwart bestehen.
Dann klärt der im Sterben liegende Prof. La Plassiter den Fall nahezu auf: Als vor vielen Jahren eine gewisse Allison Bride allein auf ihren kleinen Bruder aufpassen sollte und der sich im Gesicht kratzte, bis es wund war, schnitt die 9-jährige Allison dem Kleinkind die Hände ab. Später versuchte sie, die Hände wieder anzunähen. Das Kind Allison Bride konnte natürlich nicht strafrechtlich zur Verantwortung gezogen werden; es bekam eine neue Identität als Rachel Mallory und eine im Geheimen operierende staatliche Aufpasserin – Jane Templeton. Nach Jahren hatte sich diese nun bei Rachel Mallory gemeldet und sie mit ihrer Vergangenheit konfrontiert. Rachels „erster Ehemann“, David Hayward, hatte bereits in den Flitterwochen von dem dunklen Geheimnis erfahren; danach hielt er wegen der gemeinsamen Kinder ein Auge auf Rachel. Sonst wusste es niemand.
Schließlich ergibt sich folgendes Bild des Geschehenen: Hugh Mallory bekam an jenem Tag einen Besuch von Jane Templeton, direkt nachdem diese bei Rachel gewesen war. Hugh stürmte aus seiner Praxis zu Rachel nach Hause. Diese bestätigte ihm ihre eigentliche Identität als Allison Bride und erklärte ihm noch obendrein, dass damals in jenem Urlaub David Hayward den Frauentausch einfädelt hatte, weil er nicht mehr mit ihr – einer möglicherweise gefährlichen Frau – leben wollte. In seiner Wut tötete Hugh Mallory zunächst seine Frau und erhängte sie dann im Haus, später tötete er auch die Informantin Jane Templeton.
Lewis und Hathaway können Hugh und seine Ziehtöchter Anna und Izzie schließlich in einem Museum fassen, kurz bevor sich ein letztes Drama im Obergeschoss zuträgt, da Hugh bereit ist, sich aus dem Fenster zu stürzen, und auch entsprechend handelt. Lewis wird leicht verletzt, Hugh Mallory bleibt am Leben. Die Episode, die viele staunenswerte Konstellationen darbot, endet mit einer Strafpredigt von Innocent für ihre beiden Untergebenen, besonders wegen der Vorgehensweise im Museum.

## Synchronisation
| Rolle                     | Darsteller      | Synchronsprecher   |
| ------------------------- | --------------- | ------------------ |
| Robert Lewis              | Kevin Whately   | Till Hagen         |
| James Hathaway            | Laurence Fox    | Markus Pfeiffer    |
| Dr. Laura Hobson          | Clare Holman    | Claudia Kleiber    |
| Jean Innocent             | Rebecca Front   | Sabine Arnhold     |
| Prof. Edward La Plassiter | John Wood       | Lothar Blumhagen   |
| Stephanie Fielding        | Josette Simon   | Silvia Mißbach     |
| Hugh Mallory              | James Wilby     | Viktor Neumann     |
| George Stoker             | William Houston | Stefan Krause      |
| David Hayward             | Vincent Regan   | Jörg Hengstler     |
| Louise Hayward            | Lucy Robinson   | Christin Marquitan |
| Eleonor Mallory           | Wanda Ventham   | Marianne Lutz      |
| Malcom Croft              | Pip Torrens     | Klaus-Peter Grap   |
| Dr. Martin Cook           | Simon Evans     | Dennis Schmidt-Foß |
| Anna Mallory              | Eva Sayer       | Lilia Kunz         |
| Rachel Mallory            | Emma Croft      | Ulrike Stürzbecher |

## Kritiken
„Stil, reizvolle Figuren, ein schräger Plot - da ist es schon okay, dass es hier "Action" nur für die grauen Zellen gibt. »Detektivspiel mit Stil und etwas Schräglage.«“

„Zum Mitfiebern – stark.“

Beide Kritiken erwähnen, dass bei dieser düsteren Geschichte Humor keinen Platz hat und dass diese Folge besonders arm an „Action“ ist, abgesehen vom Finale im Museum. Dafür ergibt sich eine kurze Beziehungsgeschichte zwischen Lewis und der erwähnten Nachbarin vor dem Hintergrund, dass ihr Sohn wissen könnte, wer zur Tatzeit zum Nachbarhaus kam. Eine weitere Verknüpfung ergibt sich gleich zu Beginn durch die Probleme von Hathaway mit seinen Kontaktlinsen, weshalb er zum Augenarzt Hugh Mallory geht. Diese Szene am Morgen im Polizeibüro ist der einzige Moment eines sehr trockenen Humors und beleuchtet das Verhältnis Lewis-Hathaway: Lewis ist verwundert, dass bei Hathaway Tränen laufen. Dieser erklärt, er würde an jedem Tag weinen, wenn er mit Lewis zusammen sein müsse.
Das ziemlich ungebräuchliche Wort des englischen Titel, „Expiation“, heißt Entsühnung.